# 保罗·W·斯滕伯格
保罗·W·斯滕伯格（1956年—）是一位美国细胞和发育生物学家，是模式生物秀丽隐杆线虫的数据库WormBase的主要管理者，2000年当选美国文理科学院院士，2011年任美国遗传学学会会长。